# 二宮浩
二宮 浩（にのみや ひろし、1969年4月11日 - ）は、熊本県出身の元サッカー選手、サッカー指導者。選手時代のポジションはフォワード（FW）。

## 来歴
小学校3年生の時にサッカーを始める。1985年に進学した国見高校では同期の立石敬之、塚本明正、村田一弘、中尾幸太郎、吉田裕幸と共に2年次に高校選手権準優勝、3年次に優勝を経験。
筑波大学を経て、1992年に浦和レッドダイヤモンズに入団。Jリーグ開幕年である1993年には故障者が相次いだため出場機会を掴み17試合に出場したが、高校時代に見せた突破力溢れるドリブルからのチャンスメークは影を潜め、Jリーグの屈強なDF相手に苦戦した。
1995年、関東リーグ・プリマハムFC土浦（後の水戸ホーリーホック）へと移籍。1997年に水戸で現役を引退後、同チームのコーチに就任し指導者のキャリアをスタート。1999年には水戸で監督に昇格し、旧JFLで3位の成績を残し、チームをJ2に導いた。二宮は指導者S級ライセンスを所持していなかったためにJリーグでの監督資格は無く、翌2000年からのJリーグ加盟に伴いコーチに再任した。
2001年から柏レイソル青梅（現 AZ'86東京青梅）でユース年代の指導も経験し、2008年にはJ1・FC東京のトップチームコーチに就任。城福浩監督の下、自身初となる国内トップリーグでの指導に当たる事になった。2009年からはFC東京の下部組織となるU-15むさしのコーチを務め、2011年からは同チームの監督に就任。

## 所属クラブ
ユース経歴
- 1985年 - 1987年 長崎県立国見高等学校
- 1988年 - 1991年 筑波大学

プロ経歴
- 1992年 - 1994年  浦和レッドダイヤモンズ
  - 1992年  ダヌービオFC (留学[5])
- 1995年 - 1997年  プリマハムFC土浦 / 水戸ホーリーホック

## 個人成績
| 国内大会個人成績 | 国内大会個人成績 | 国内大会個人成績 | 国内大会個人成績 | 国内大会個人成績 | 国内大会個人成績 | 国内大会個人成績 | 国内大会個人成績 | 国内大会個人成績 | 国内大会個人成績 | 国内大会個人成績 | 国内大会個人成績 |
| 年度             | クラブ           | 背番号           | リーグ           | リーグ戦         | リーグ戦         | リーグ杯         | リーグ杯         | オープン杯       | オープン杯       | 期間通算         | 期間通算         |
| 年度             | クラブ           | 背番号           | リーグ           | 出場             | 得点             | 出場             | 得点             | 出場             | 得点             | 出場             | 得点             |
| 日本             | 日本             | 日本             | 日本             | リーグ戦         | リーグ戦         | リーグ杯         | リーグ杯         | 天皇杯           | 天皇杯           | 期間通算         | 期間通算         |
| ---------------- | ---------------- | ---------------- | ---------------- | ---------------- | ---------------- | ---------------- | ---------------- | ---------------- | ---------------- | ---------------- | ---------------- |
| 1993             | 浦和             | -                | J                | 17               | 0                | 4                | 0                | 1                | 0                | 22               | 0                |
| 1994             | 浦和             | -                | J                | 0                | 0                | 0                | 0                | 0                | 0                | 0                | 0                |
| 1995             | 土浦             |                  | 関東             |                  |                  | -                | -                |                  |                  |                  |                  |
| 1996             | 土浦             |                  | 関東             |                  |                  | -                | -                |                  |                  |                  |                  |
| 1997             | 水戸             | 9                | 旧JFL            | 17               | 4                | -                | -                |                  |                  |                  |                  |
| 通算             | 日本             | 日本             | J                | 17               | 0                | 4                | 0                | 1                | 0                | 22               | 0                |
| 通算             | 日本             | 日本             | 旧JFL            | 17               | 4                | -                | -                |                  |                  |                  |                  |
| 通算             | 日本             | 日本             | 関東             |                  |                  | -                | -                |                  |                  |                  |                  |
| 総通算           | 総通算           | 総通算           | 総通算           |                  |                  | 4                | 0                |                  |                  |                  |                  |

## 指導歴
- 1998年 - 2000年：水戸ホーリーホック
  - 1998年：コーチ
  - 1999年：監督
  - 2000年：ヘッドコーチ
- 2001年 - 2007年：柏レイソル青梅 / レイソルSS青梅
  - 2001年：ユース 監督
  - 2002 - 2007年：ジュニアユース 監督
- 2008年 - 2012年：FC東京
  - 2008年 トップチーム コーチ
  - 2009年 - 2010年：U-15むさし コーチ
  - 2011年 - 2012年：U-15むさし 監督
- 2013年[1] - 2020年ルーヴェン高崎FC ヘッドコーチ
- 2021年 - 2022年：Raffle瑞穂FC
  - 2021年: アドバイザー[6]
  - 2022年: 監督[7]
- 2023年 - AZ'86東京青梅
  - 2023年：コーチ[8]